# Toornwerd

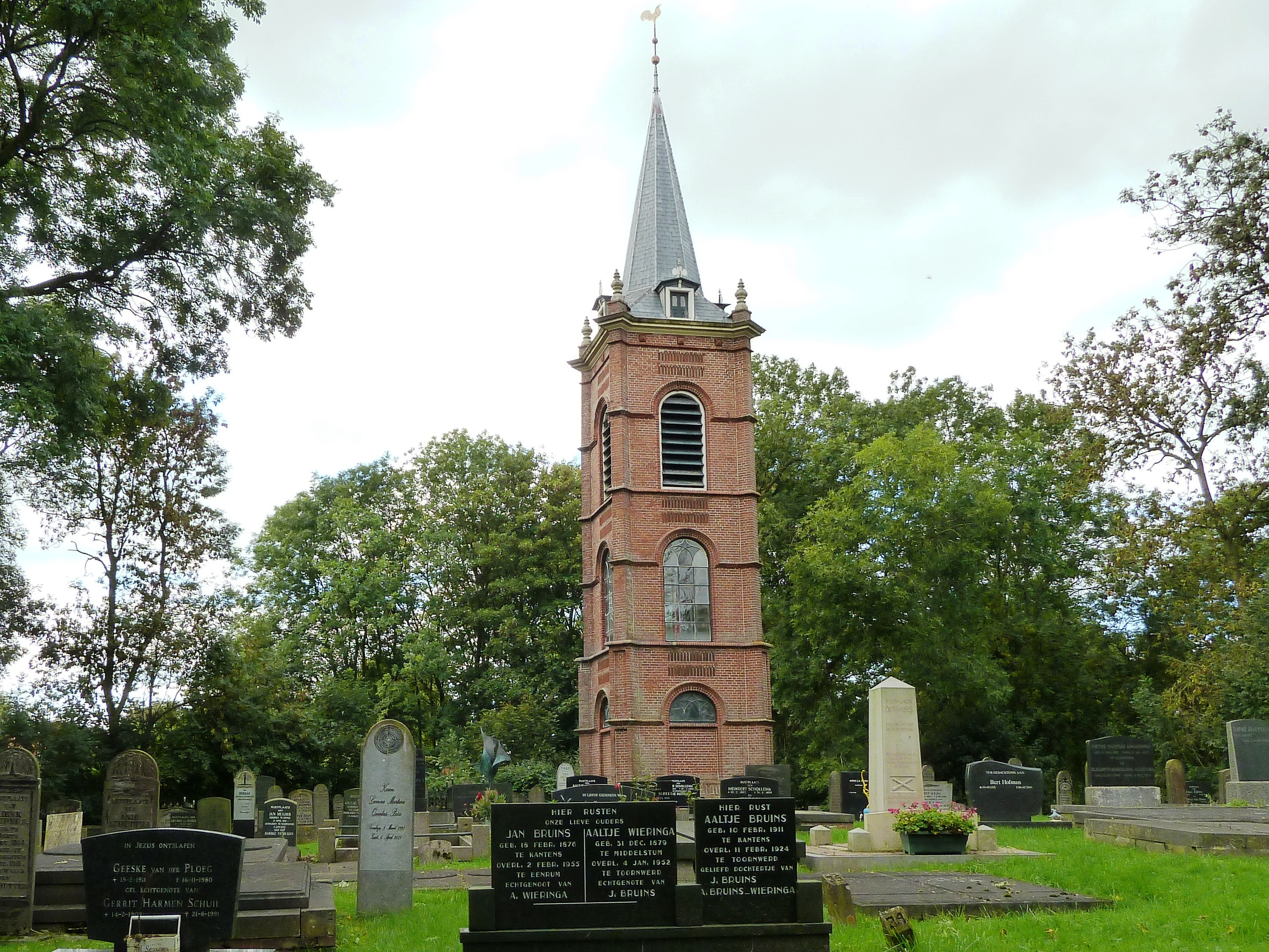
Klokkentorentje op de begraafplaats

Toornwerd (Gronings: Doord) is een klein dorp in de gemeente  Eemsdelta in het noorden van de provincie Groningen. Het dorp ligt ten westen van het Boterdiep, tussen Middelstum en Kantens en telde 55 inwoners op 1 januari 2023. Toornwerd vormde vroeger onderdeel van het Oosterambt, het oostelijk onderkwartier van het de Ommeland Hunsingo.

## Naam
De plaats wordt al vermeld in de tiende eeuw als Thornvurd, wat vertaald kan worden als met doornen begroeide wierde (volgens een begin-19e-eeuws verslag groeiden er toen nog steeds doornen op de wierde). In de 14e eeuw wordt het dorp Tornwert, Thornwerth of Dornewert genoemd. Op sommige kaarten staat het gespeld als Dorware (Sibrandus Leo, 1579) of Doornwert (Tabula Dominii Groningae, 1660; Volkstelling 1795) of Dornwert. De schrijfwijze op kaarten werd waarschijnlijk eind 18e, begin 19e eeuw gewijzigd in Toornwerd of Toornwert, daar in het kadastrale minuutplan van 1832 staat vermeld dat de naam niet Doornwert, maar Toornwert is. In een verslag van een schoolmeester uit 1828 wordt echter nog wel duidelijk aangegeven dat de naam met een 'D' begint en niet met een 'T': "Doornwert of Dornwert (niet Toorn- of Torenwert.)" en dat Dornwert de vroegere schrijfwijze was.

## Geschiedenis
Toornwerd ligt op een deels afgegraven 5 meter hoge wierde. Deze was een onderdeel van de kwelderwal tussen Usquert en Westeremden, die werd afgezet op de westoever van de Fivelboezem en die bewoond werd vanaf ongeveer 500 v.Chr. De wierde had een 4 meter brede ossengang en in het midden het feit of 't faait (een grote dobbe). Hiervanuit werd de wierde radiaal verkaveld. Het feit werd later gedempt. Bij de geboorte van prinses Juliana is een lindeboom op deze plek geplant. De plek wordt nog steeds met faait aangeduid. De ossengang is aan de zuid- en oostzijde nog grotendeels intact.
Op de wierde stond vroeger een kerk van drie traveeën (24 bij 10 meter) met aangebouwde toren. Rond het kerkhof lag een gracht. De kerk van Toornwerd werd in of voor de veertiende eeuw gebouwd. De pastoor wordt genoemd in 1397 en 1399. De burcht van de Ewsums Den Oert behoorde tot het dorpsgebied; volgens een overlevering bevonden zich in de kerk grafkelders van de familie. De kerk stond vermoedelijk op het landgoed Suetwinckel (ook wel verbasterd tot Snetwinkel of Snitwinkel). Bij de kerk bevond zich een kapel, gebouwd in 1445 of 1446 in opdracht van Onno van Ewsum na diens terugkeer van een bedevaart naar het Heilige Land.
Na de Reductie van Groningen in 1594 werd de parochie van Toornwerd samengevoegd met die van Middelstum, waarheen nog altijd een kerkpad leidt. Alleen in de jaren 1621 en 1622 had het dorp een eigen predikant. De kerk stortte in 1756 grotendeels in na brand als gevolg van een blikseminslag. De kerk werd daarna niet meer gerestaureerd en verviel langzaam, waarop de restanten in 1818 werden opgeruimd. Het oude kerkhof is wel bewaard gebleven, bevat een aantal 17e- en 18e-eeuwse graven en wordt nog steeds gebruikt. Bij het kerkhof is in 1894 een fraaie klokkentoren gebouwd naar ontwerp van architect Eildert de Jonge, die in 1981 is gerestaureerd. In de toren werd de luidklok gehangen die in opdracht van Abel Coenders van Helpen (tho Ewsum) in 1622 was gegoten en die na de sloop van de kerk in een klokkenstoel hing. De klok wordt nog elke zaterdag geluid De 13e-eeuwse doopvont van de kerk staat nu in de Sebastiaankerk in Bierum.
De wierde zelf is tussen 1893 en 1906 deels afgegraven en met behulp van een speciaal daarvoor gegraven watergang en een spoorlijn naar het Boterdiep afgevoerd naar de arme Drentse zandgronden en naar laagveengebieden. Op de overgebleven stukken staat de bebouwing, waaronder een aantal boerderijen. Op het hoogste punt naast het feit bevindt zich de begraafplaats met het torentje.

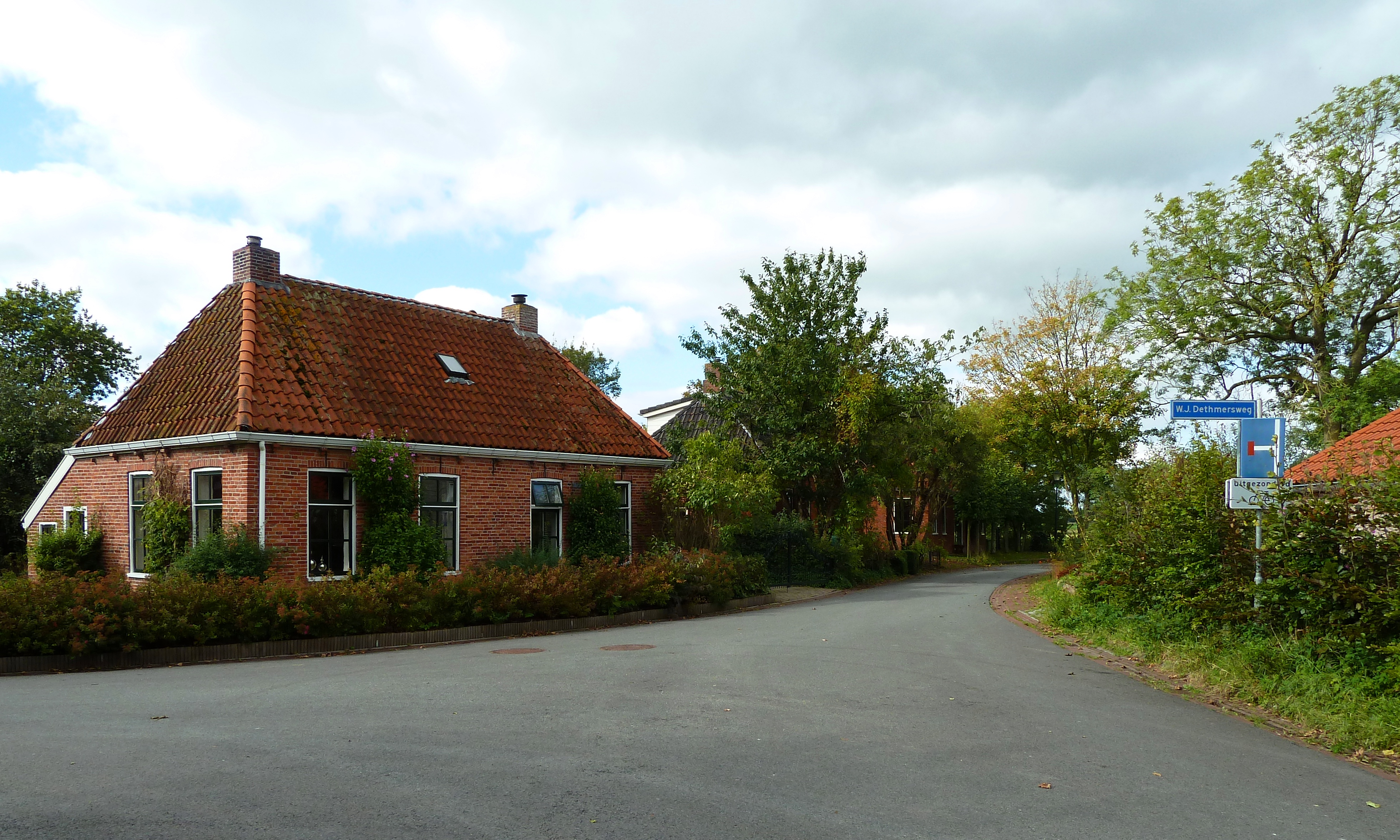
Driesprong Dethmersweg met Toornwerderweg
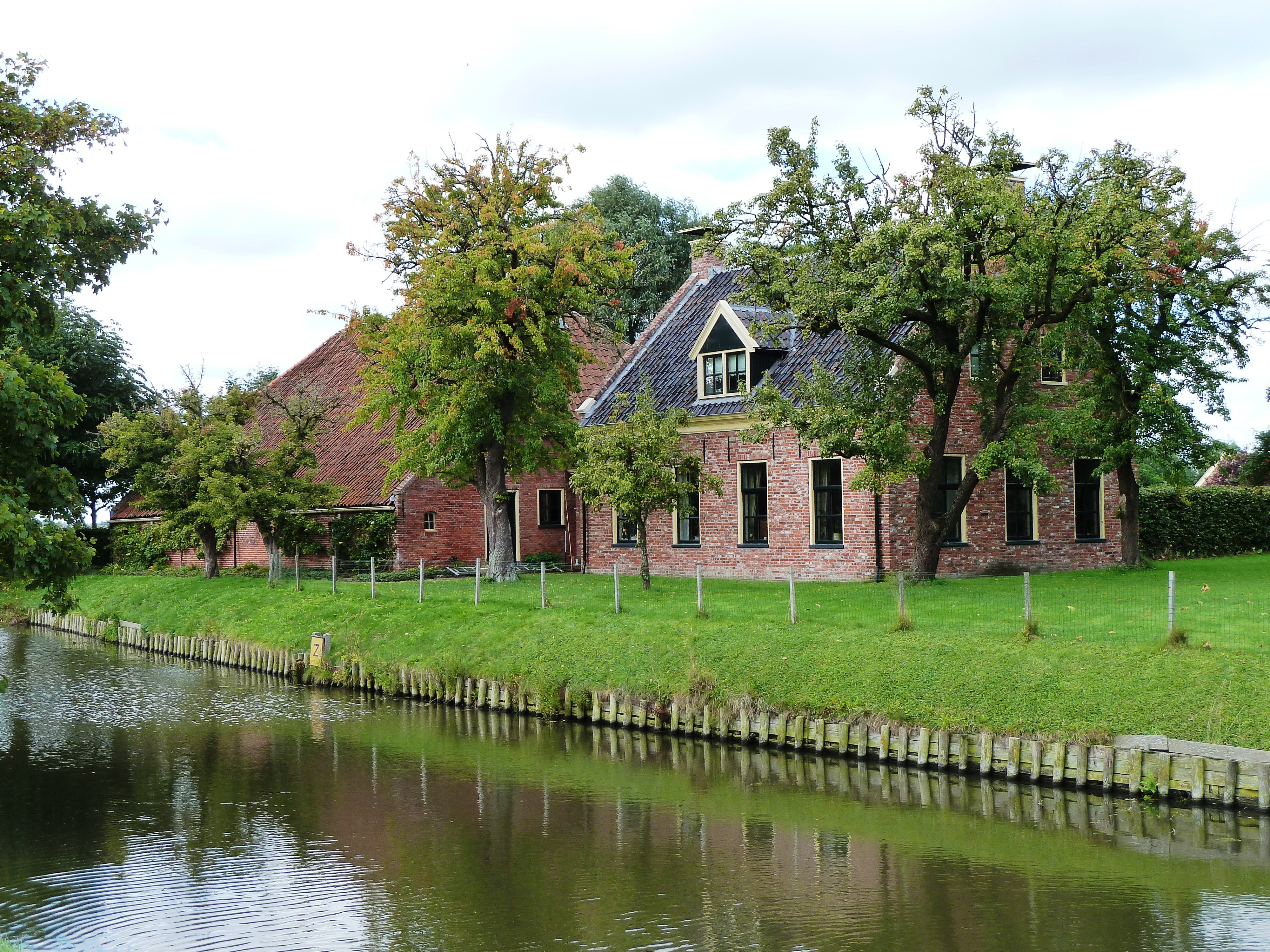
Ossengang
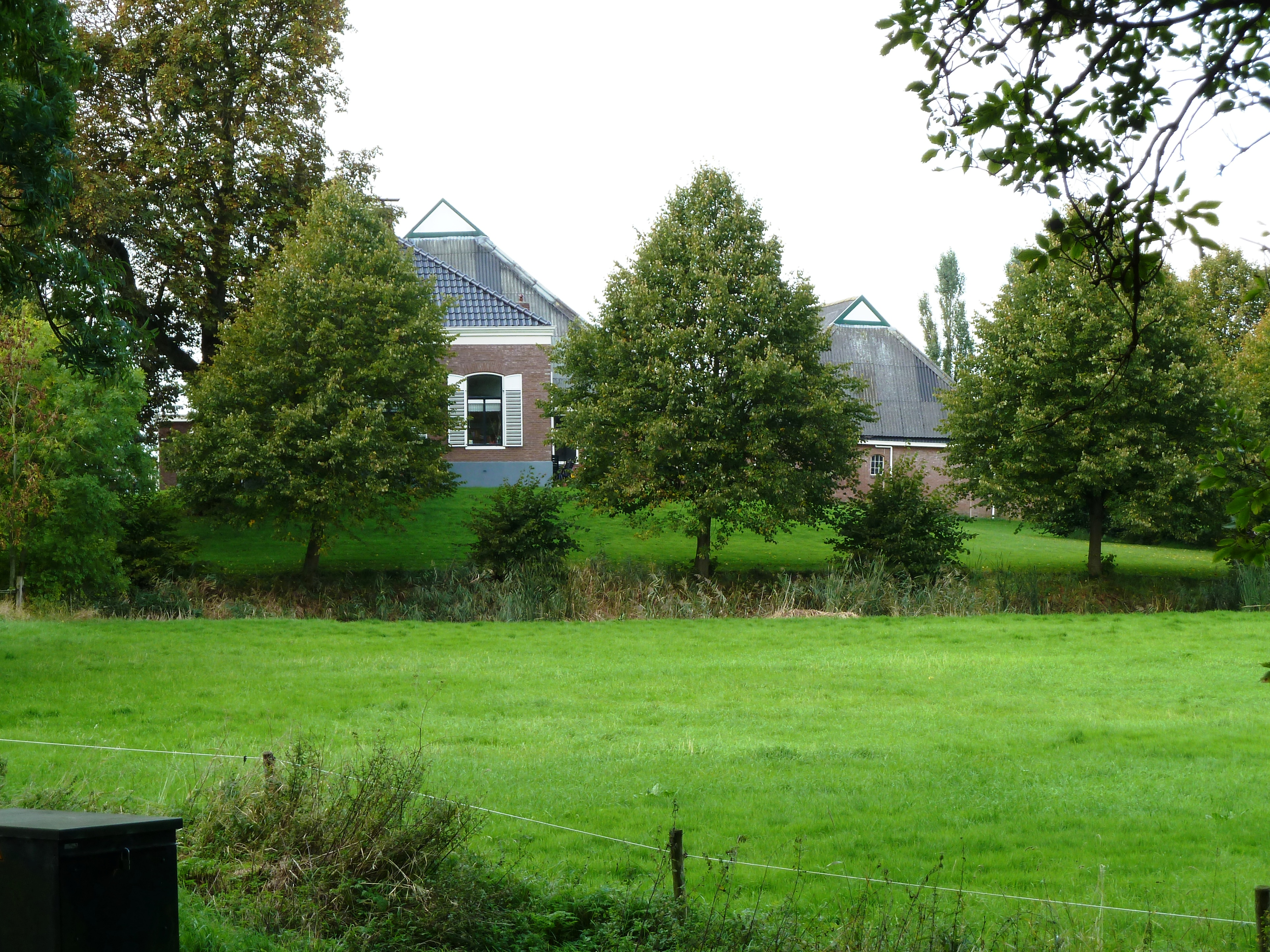
Afgegraven stuk aan de noordzijde van de wierde voor de Hoogemaheerd
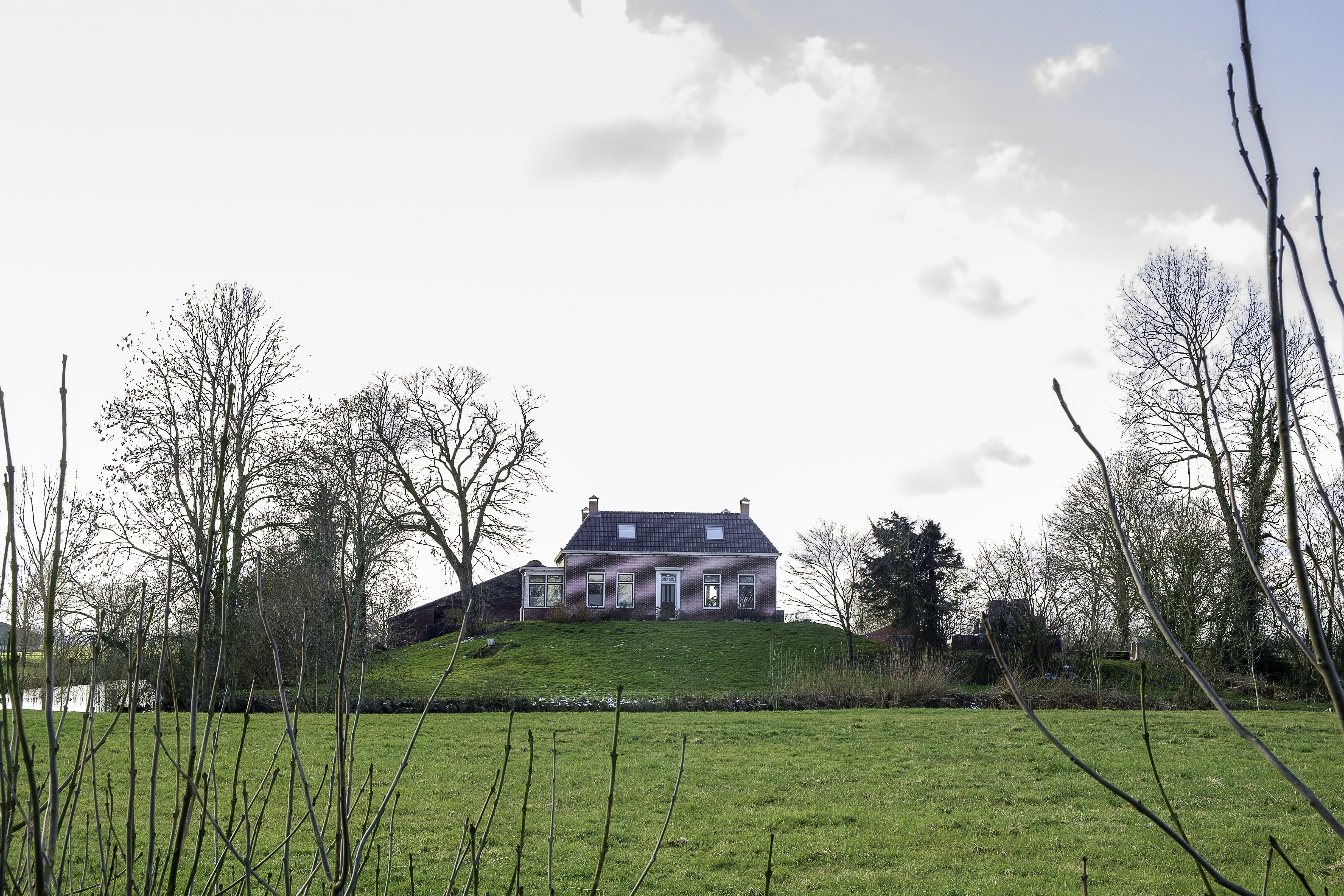
Huis op een van de wierderestanten

## Olde- en Nienoord
Aan de oostzijde van het Boterdiep loopt de Oldenoordweg door de oude streek Den Oert, die bereikbaar is via de brug Toptil. Hier stond in de middeleeuwen het stamslot De Oert van de familie van Ewsum, dat volgens een vervalste oorkonde rond 1250 door de Stadgroningers werd verwoest. In dezelfde vervalste oorkonde staat dat in 1278 in de nabijheid van dit verwoeste slot een borg werd gebouwd in opdracht van jonker Ewe van de Oert. Deze borg kreeg de naam 'Ewesheim' (heem van Ewe), een naam die later werd vervormd tot Ewsum. Nabij deze borg verrezen aan de Oldenoordweg twee boerderijen; het oudere Oldenoord aan het einde van de weg en het nieuwere Nienoord (Nijenoort; genoemd vanaf begin 17e eeuw, vernieuwd in 20e eeuw) aan het begin van de weg. De nog altijd omgrachte kop-hals-rompboerderij Oldenoord staat waarschijnlijk op de plek van de oude borg Den Oert, gezien het feit dat er middeleeuwse stenen zijn gevonden. De boerderijnaam Nienoord zou mogelijk de oorsprong kunnen zijn van de later door Wigbold van Ewsum gestichte borg Nienoord bij Midwolde. In elk geval is het de naamgever van een familie met deze achternaam, daar die de boerderij rond 1767 in handen kreeg en vervolgens de boerderijnaam als achternaam ging gebruiken in de Franse tijd. De boerderij De Noord ten oosten van Oldenoord behoorde vroeger ook bij Toornwerd, daar de Hoogpandstermaar (benedenloop van de Startenhuistermaar) die nu tussen beide boerderijen doorloopt (mondt uit in Boterdiep ten zuiden van de Toptil), vroeger anders liep.

## Bevolkingsontwikkeling
| Demografische ontwikkeling tussen 1795 en 2018                      |
| ------------------------------------------------------------------- |
|                                                                     |
| ■ Data afkomstig van volkstellingen.nl ■ Data afkomstig van het CBS |

## Geboren
- Jacob Elema (1872-1950), hoogleraar
- Jacob Hessel Dethmers (1873-1930), landbouwer, steenfabrikant en burgemeester